# Silene moorcroftiana
Silene moorcroftiana là loài thực vật có hoa thuộc họ Cẩm chướng. Loài này được Wall. ex Benth. miêu tả khoa học đầu tiên năm 1834.